# Drapelul Beneluxului

Drapelul Beneluxului

Drapelul Beneluxului este un drapel neoficial comandat de Comitatul Cooperării Belgiano-Neerlandezo-Luxemburghez.
Drapelul Beneluxului este un steag neoficial creat la inițiativa Comitetului pentru Cooperare Belgiano–Neerlandezo–Luxemburghez (Comité voor Belgisch-Nederlands-Luxemburgse Samenwerking) în 1951. Nu există nicio adoptare oficială, iar Uniunea Economică Benelux nu recunoaște steagul ca fiind simbol oficial.

### Descriere
- Format dintr-o trăsătură orizontală cu trei benzi: roșu (sus), alb (centru) și albastru (jos), proporții 2:3 .
- În mijlocul benzii albe se află un dreptunghi negru, peste care este plasat un leu rampant galben (Leo Belgicus), cu gheare albe sau roșii, extinzându-se ușor pe benzile roșie și albastră .

### Simbolism
- Roșu: preluat de la drapelul Luxemburgului.
- Albastru: derivă din drapelul Țărilor de Jos.
- Negru și galben (leu): provin din stema Belgiei .
- Leul este un simbol comun celor trei țări, reprezentând vechea tradiție a „Leo Belgicus”, simbol al Țărilor de Jos din secolul al XVII-lea .

### Istoric și utilizare
- Conceput de președintele comitetului belgian Julius Hoste și elaborat de designerul Guy de Wargny pentru un eveniment Benelux de la Haga în 1951.
- Steagul nu a fost adoptat oficial de nicio instituție Benelux și a rămas un simbol ocazional, folosit în manifestări culturale sau comemorative.
- O versiune modernizată apare în logo‑uri și materiale de promovare începând cu mijlocul anilor 2010, dar este mai degrabă un design grafic decât un steag oficial .